# حصن العنتري (الخبت)

تعديل مصدري - تعديل

حصن العنتري هي إحدى قرى عزلة العمارية بمديرية الخبت التابعة لمحافظة المحويت، بلغ تعداد سكانها 145 نسمة حسب تعداد اليمن لعام 2004.